# Leonardo Talamonti
Leonardo José Talamonti, né le 12 novembre 1981 à Álvarez, est un joueur de football argentin. 
Son poste de prédilection est défenseur.

## Clubs successifs
- 2000-2004 : Club Atlético Rosario Central ( Argentine)
- 2004-2005 : Società Sportiva Lazio ( Italie)
- 2005-2006 : Club Atlético River Plate ( Argentine)
- 2006-2011 : Atalanta Bergamasca Calcio[2] ( Italie)
- 2011-2013 : Club Atlético Rosario Central ( Argentine)
- 2013-2015 : Club Sportivo Belgrano ( Argentine)
- 2015 : Club Atlético Atlanta ( Argentine)
- 2016-2018 : Club Atlético Platense ( Argentine)